# Université de Khartoum
L'université de Khartoum est une université publique située à Khartoum au Soudan. Elle a été fondée en 1902 sous le nom de Gordon Memorial College par le gouverneur britannique du Soudan Horatio Herbert Kitchener. 

## Historique

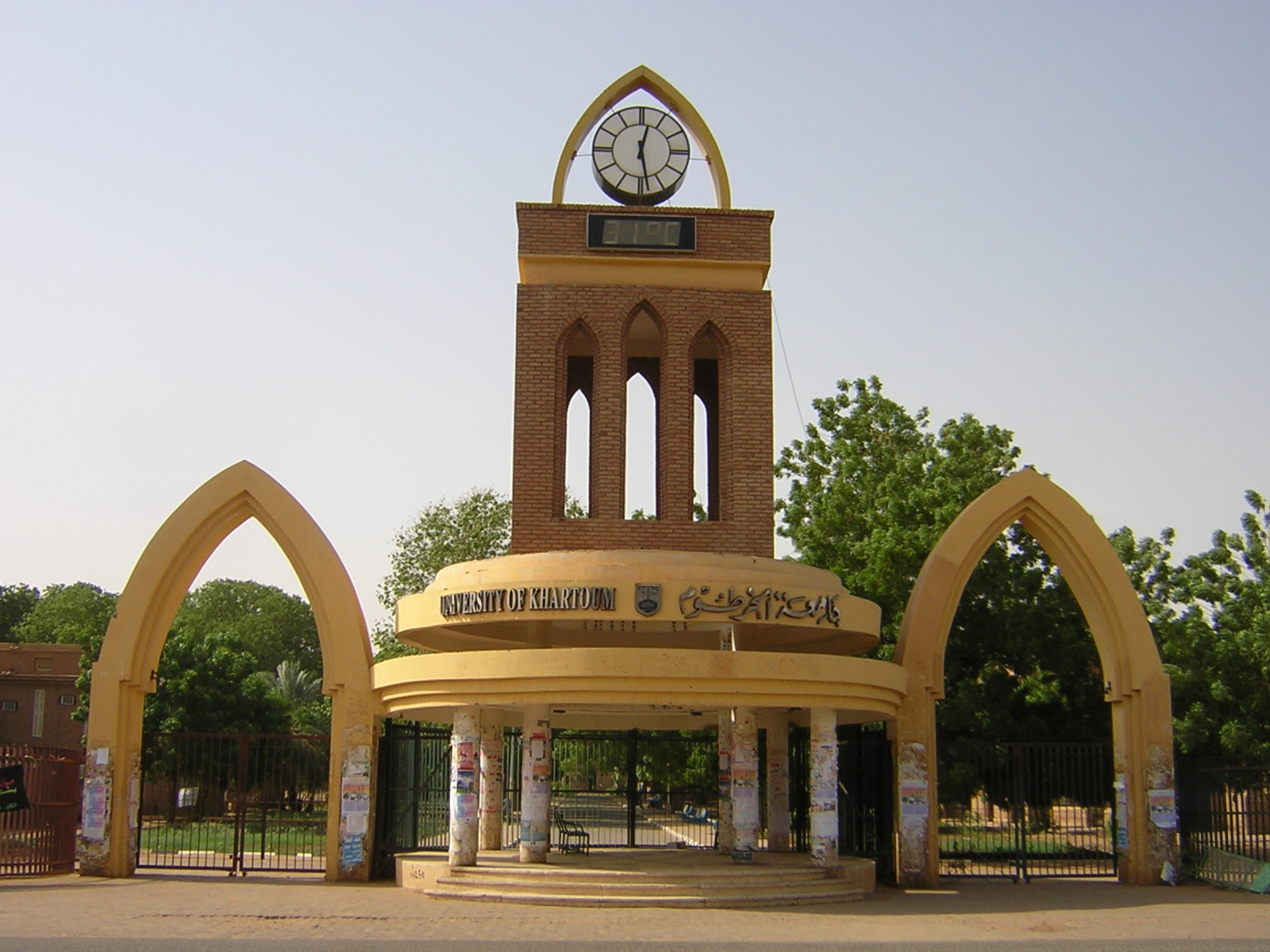
Université de Khartoum, entrée

Fondée en 1902 par le gouverneur britannique du Soudan Horatio Herbert Kitchener, et appelée alors Gordon Memorial College, elle est renommée en université de Khartoum en 1951. En 2012, elle comptait officiellement quatre campus (trois à Khartoum même et un à Omdourman), 22 facultés, 1 600 enseignants, 45 000 étudiants dont 70 % de femmes. En 2012, l'université connait un fort mouvement de contestation étudiante contre les frais d'inscription trop élevés, les difficultés économiques et le manque de liberté,,.

## Personnalités liées à l'université

### Étudiants

#### Politique
- Ali Osman Taha :  homme d'État soudanais.
- John Garang : homme politique et militaire soudanais, leader de l'Armée populaire de libération du Soudan.
- Al-Jazuli Daf'allah : homme politique soudanais, Premier ministre du Soudan du 22 avril 1985 au 6 mai 1986.
- Nisreen Elsaim, militante soudanaise pour le climat.
- Nasredeen Abdulbari, ministre de la Justice

#### Art et éducation
- Tayeb Salih : écrivain soudanais.
- Leila Aboulela : femme de lettres soudanaise.
- Abdullahi Ahmed An-Na'im : chercheur et professeur américain d'origine soudanaise, spécialiste des questions de l'islam et des droits humains.
- Meena Alexander (1951-2018), poétesse et écrivaine indienne.

#### Autres
- Khalida Zahir : militante des droits des femmes et médecin.
- Amal Habani : militante pour les droits humains et journaliste

### Professeurs
- Ibrahim Eltayeb (mathématiques appliquées)
- Ahmed Mohamed El Hassan (pathologie)
- Intisar el-Zein Soughayroun (archéologie)